# Полярно гризли
Полярното гризли, още мечка пизли, гроларна мечка или само гролар), е рядък хибрид между мечка гризли и полярна мечка (Ursus maritimus).
Открит е през 2006 г., след като ДНК проба на отстреляно на канадския остров Банкс животно от този вид не е съвпаднала нито с тази на гризли, нито с тази на полярна мечка, а се оказала смесица между двете. Полярното гризли се разделя на два подвида, в зависимост кой е бащата и кой е майката: мечка пизли (мъжка полярна мечка и женска мечка гризли) и гроларна мечка (мъжка мечка гризли и женска полярна мечка).

## Срещи с вида в дивото
С един доказан случай и още много други предполагаеми, зоолозите правят хипотези колко диви хибрида съществуват въобще. Ако два вида са генетично подобни и се намират в приблизително еднакви територии, те могат да се срещнат, да се сношат и да се създаде хибрид в дивото. И двата вида обитават различна екологична ниша. Гризлитата, както и кодиакските мечки и аляските кафяви мечки, които са подвидове на кафявата мечка предпочитат да живеят на сушата, докато полярните мечки предпочитат леда и водата. Полярното гризли прилича на мистериозната жълто-бяла мечка на МакФърлан, открита през 1864.

### Откриване през 2006
Джим Мартел, ловец от Айдахо, открива и отстрелва полярно гризли близо до Сачс Харбър, остров Банкс, Северозападни територии, Канада на 16 април 2006 г. Той имал лиценз за отстрелване на полярна мечка и убил животното, мислейки че е нормална полярна мечка. То наистина има гъста, кремавобяла козина, типична за полярните мечки, но дълги нокти, гърбица, плоско лице и бели петна около очите, на носа, гърба и единия крак, което е характерно за гризлитата. Ако мечката се окажела гризли, то Мартел можел да плати глоба от 1000 канадски долара или да отиде зад решетките за една година.
ДНК тест, извършен от Wildlife Genetics International в Британска Колумбия показва, че това е хибрид с майка полярна мечка и баща гризли. Това е първият документиран случай в дивото, след като е установено, че подобен хибрид е възможен. В миналото подобни хибриди са правени в зоопарковете.
След това мечката се завръща при Мартел и той не получава присъда.

## Наименование
След откриването през 2006, медиите използват различни имена, тип портманто (смесване на две имена в една дума), като пизли, гроларна мечка, полярно гризли, полизли и др., но науката не решава да използва никое от тези имена. Официалното наименование на вида е нанулак, портманто от инуитските думи нанук (полярна мечка) и аклак (мечка гризли). Според една конвенция името на мечката, получена от сношаването на мъжка полярна мечка с женска мечка гризли е пизли, а на тази, получена при сношаването на женска полярна мечка с мъжка мечка гризли е гроларна мечка. В България най-известно е името полярно гризли.